# Liste der Bodendenkmäler in Gräfenberg
Auf dieser Seite sind die Bodendenkmäler in der oberfränkischen Stadt Gräfenberg zusammengestellt. Diese Tabelle ist eine Teilliste der Liste der Bodendenkmäler in Bayern. Grundlage ist die Bayerische Denkmalliste, die auf Basis des Bayerischen Denkmalschutzgesetzes vom 1. Oktober 1973 erstmals erstellt wurde und seither durch das Bayerische Landesamt für Denkmalpflege geführt wird. Die folgenden Angaben ersetzen nicht die rechtsverbindliche Auskunft der Denkmalschutzbehörde.

## Bodendenkmäler in Gräfenberg
| Lage       | Objekt | Akten-Nr.     | Bild |
| ---------- | --- | ------------- | ---- |
| (Standort) | Abschnittsbefestigung vorgeschichtlicher Zeitstellung oder des frühen Mittelalters | D-4-6333-0006 |      |
| (Standort) | Vermutlich vorgeschichtliches Grabhügelfeld | D-4-6333-0015 |      |
| (Standort) | Höhle und Felsdach mit Funden des Jungpaläolithikums, des Mesolithikums, der Hallstattzeit und des Mittelalters | D-4-6333-0016 |      |
| (Standort) | Vorgeschichtliches Grabhügelfeld | D-4-6333-0017 |      |
| (Standort) | Vermutlich ein vorgeschichtlicher Grabhügel | D-4-6333-0018 |      |
| (Standort) | Vermutlich Höhensiedlung der Urnenfelderzeit und der späten Hallstatt- oder frühen Latènezeit sowie ein mittelalterlicher Burgstall | D-4-6333-0019 |      |
| (Standort) | Höhle mit Funden vorgeschichtlicher Zeitstellung | D-4-6333-0023 |      |
| (Standort) | Bestattungsplatz mit Grabhügel vorgeschichtlicher Zeitstellung | D-4-6333-0024 |      |
| (Standort) | Siedlung vorgeschichtlicher Zeitstellung | D-4-6333-0029 |      |
| (Standort) | Körpergräber vermutlich des Mittelalters oder der Neuzeit | D-4-6333-0031 |      |
| (Standort) | Zwei vorgeschichtliche Grabhügel | D-4-6333-0032 |      |
| (Standort) | Bestattungsplatz mit verschleiften Grabhügeln vorgeschichtlicher Zeitstellung mit Bestattungen der Hallstattzeit und frühlatènezeitlichen Nachbestattungen                                                                                        | D-4-6333-0033 |      |
| (Standort) | Siedlung des Neolithikums. | D-4-6333-0035 |      |
| (Standort) | Siedlung des Altneolithikums, des Jungneolithikums, der Bronze-, Urnenfelder- und Hallstattzeit | D-4-6333-0036 |      |
| (Standort) | Siedlung der Urnenfelderzeit | D-4-6333-0037 |      |
| (Standort) | Vorgeschichtliches Grabhügelfeld | D-4-6333-0039 |      |
| (Standort) | Siedlung der späten Latènezeit | D-4-6333-0040 |      |
| (Standort) | Bestattungsplatz mit Grabhügeln vorgeschichtlicher Zeitstellung mit Bestattungen der Hallstattzeit | D-4-6333-0042 |      |
| (Standort) | Vermutlich Freilandstation des Mesolithikums | D-4-6333-0070 |      |
| (Standort) | Bestattungsplatz mit Grabhügeln vorgeschichtlicher Zeitstellung mit Bestattungen der Hallstattzeit und frühlatènezeitlichen Nachbestattungen | D-4-6333-0076 |      |
| (Standort) | Siedlung vorgeschichtlicher Zeitstellung | D-4-6333-0080 |      |
| (Standort) | Siedlung vorgeschichtlicher Zeitstellung | D-4-6333-0107 |      |
| (Standort) | Siedlung vorgeschichtlicher Zeitstellung | D-4-6333-0108 |      |
| (Standort) | Siedlung der späten Latènezeit. | D-4-6333-0110 |      |
| (Standort) | Bestattungsplatz mit Grabhügeln vorgeschichtlicher Zeitstellung | D-4-6333-0114 |      |
| (Standort) | Vermutlich verschleiftes Grabhügelfeld der Hallstattzeit | D-4-6333-0116 |      |
| (Standort) | Siedlung der Urnenfelderzeit | D-4-6333-0117 |      |
| (Standort) | Siedlung der späten Latènezeit. | D-4-6333-0118 |      |
| (Standort) | Abschnittsbefestigung vermutlich des frühen Mittelalters sowie Höhle mit Funden des Spätneolithikums, der Urnenfelderzeit, der Hallstattzeit und der frühen Latènezeit                                                                            | D-4-6333-0119 |      |
| (Standort) | Pingenfeld vor- und frühgeschichtlicher oder mittelalterlicher Zeitstellung | D-4-6333-0125 |      |
| (Standort) | Abschnitte einer Altstraße vermutlich des Mittelalters oder der frühen Neuzeit | D-4-6333-0128 |      |
| (Standort) | Felsspalte mit Funden der Urnenfelderzeit | D-4-6333-0133 |      |
| (Standort) | Siedlung der Urnenfelderzeit | D-4-6333-0134 |      |
| (Standort) | Siedlung der späten Latènezeit sowie früh- bis hochmittelalterliche Wüstung | D-4-6333-0137 |      |
| (Standort) | Ausgedehntes Bergbaugebiet des Mittelalters und der frühen Neuzeit mit zwei Feldern obertägig erhaltener Trichtergruben | D-4-6333-0148 |      |
| (Standort) | Hohlwege und Hohlwegfächer einer Altstraße vermutlich des Mittelalters oder der frühen Neuzeit | D-4-6333-0153 |      |
| (Standort) | Verhüttungsplatz vor- und frühgeschichtlicher oder mittelalterlicher Zeitstellung | D-4-6333-0156 |      |
| (Standort) | Vermutlich mittelalterlicher Burgstall | D-4-6333-0159 |      |
| (Standort) | Vermutlich Freilandstation des Mesolithikums und Siedlung der Urnenfelderzeit | D-4-6333-0173 |      |
| (Standort) | Felsdach mit Funden der späten Latènezeit, des späten Mittelalters sowie der frühen Neuzeit | D-4-6333-0179 |      |
| (Standort) | Untertägige Bauteile bestehender Gebäude und Fundamente von Vorgängerbauten der mittelalterlichen bis frühneuzeitlichen Burgruine Thuisbrunn | D-4-6333-0187 |      |
| (Standort) | Fundamente abgegangener Kirchenbauten sowie Körpergräber des Mittelalters und der Neuzeit | D-4-6333-0189 |      |
| (Standort) | Untertägige Bauteile erhaltener Abschnitte der spätmittelalterlichen Stadtbefestigung von Gräfenberg, Fundamente abgegangener Stadtmauerpartien sowie Reste eines vorgelagerten Grabens                                                           | D-4-6333-0195 |      |
| (Standort) | Untertägige Bauteile der hochmittelalterlichen bis frühneuzeitlichen evangelisch-lutherischen Stadtpfarrkirche von Gräfenberg, Trinitätskirche, ehemals St. Peter, sowie Körpergräber des Mittelalters und der frühen Neuzeit                     | D-4-6333-0196 |      |
| (Standort) | Untertägige Siedlungsteile des hohen und späten Mittelalters sowie der frühen Neuzeit im Bereich der hochmittelalterlichen Kernstadt und der spätmittelalterlichen Stadterweiterung von Gräfenberg                                                | D-4-6333-0197 |      |
| (Standort) | Untertägige Siedlungsteile im Bereich der frühneuzeitlichen Stadterweiterungen von Gräfenberg | D-4-6333-0198 |      |
| (Standort) | Verschleiftes Grabhügelfeld der Hallstattzeit. | D-4-6333-0203 |      |
| (Standort) | Freilandstation des Mesolithikums sowie Siedlung des Neolithikums | D-4-6333-0204 |      |
| (Standort) | Mittelalterlicher Burgstall. | D-4-6333-0209 |      |
| (Standort) | Freilandstation des Mesolithikums, Siedlung der Hallstattzeit und der römischen Kaiserzeit | D-4-6333-0210 |      |
| (Standort) | Archäologische Befunde des Mittelalters und der frühen Neuzeit, darunter solche von Vorgängerbauten und Bestattungen, im Bereich der frühneuzeitlichen evangelischen Pfarrkirche zu den heiligen Gräbern von Walkersbrunn mit ehemaligem Kirchhof | D-4-6333-0211 |      |
| (Standort) | Freilandstation des Mesolithikums | D-4-6333-0286 |      |
| (Standort) | Höhle mit Funden vorgeschichtlicher Zeitstellung | D-4-6333-0287 |      |
| (Standort) | Bestattungsplatz mit verebneten Grabhügeln vorgeschichtlicher Zeitstellung | D-4-6333-0288 |      |
| (Standort) | Teilabschnitt einer Altstraße des Mittelalters und der frühen Neuzeit | D-4-6333-0289 |      |